# چمچه دورانگو
چمچه دورانگو (نام علمی: Dasylirion durangense) نام یک گونه از زیرخانواده کوله‌خاسیان است.